# جون سي كلارك
جون سي كلارك (بالإنجليزية: John C. Clark)‏ (و. 1793 – 1852 م) هو سياسي، ومحام من الولايات المتحدة الأمريكية .
وهو عضو في الحزب الديمقراطي الأمريكي .